# Kawakita Yusuke
Yusuke Kawakita (sinh ngày 13 tháng 5 năm 1978) là một cầu thủ bóng đá người Nhật Bản.

## Sự nghiệp câu lạc bộ
Yusuke Kawakita đã từng chơi cho Ventforet Kofu, Tokushima Vortis và Ehime FC.